# Piz Bernina
Pour les articles homonymes, voir Bernina.
Le piz Bernina est un sommet des Alpes, situé en Suisse, dans le canton des Grisons. Avec ses 4 048 m d'altitude, il est le point culminant de la chaîne de la Bernina et de toutes les Alpes orientales, dont il est le seul sommet de plus de 4 000 mètres. La frontière avec l'Italie (Lombardie) passe en contrebas du sommet, sur la Punta Perrucchetti également appelée la Spedla.
Le sommet a été atteint pour la première fois en 1850 par le topographe Johann Coaz avec les guides Jon et Lorenz Ragut Tscharner. Il possède deux voies principales : la voie normale de l'arête sud, la plus facile (PD+, passages de II), qui passe par les refuges Marco et Rosa, pour lesquels plusieurs itinéraires d'accès sont possibles ; la seconde (AD / III par endroits sinon généralement du II) passe par la Biancograt (littéralement « arête blanche ») et part depuis la cabane de Tschierva (2 583 m).

## Toponymie
En 1429, Bondo, une localité suisse du val Bregaglia, achète un alpage appelé Alp da Buond, à Barnynia in valle Minori, tandis que le col de cet alpage qui relie l'Engadine au val Poschiavo prend le nom dérivé de col de la Bernina.
Il est traversé par un chemin de fer et est connu dès le Moyen Âge. Puis c'est Johann Coaz, son conquérant, qui donne au piz Bernina son nom et par extension à  son massif.

## Géographie

### Situation

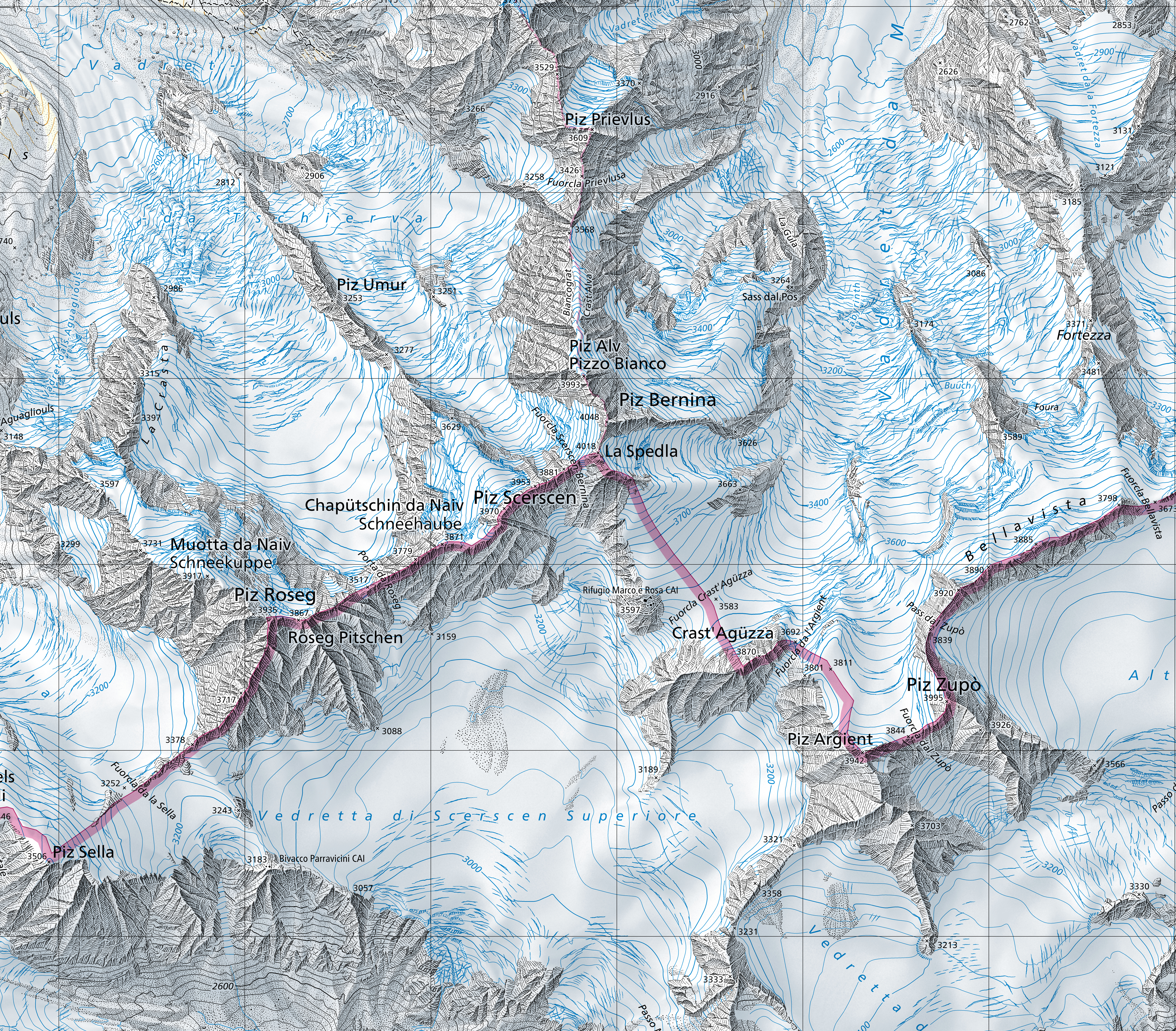
Carte topographique Swisstopo du piz Bernina.

Le piz Bernina se situe dans le canton des Grisons en Suisse. Il s'élève au cœur de la chaîne de la Bernina, à égale distance du lac de Côme et du col du Stelvio. Il constitue le point culminant de ce massif, le treizième sommet le plus haut de Suisse et le soixante-cinquième sommet le plus haut des Alpes. Avec ses 4 048 m d'altitude, il est le sommet des Alpes de plus de 4 000 mètres d'altitude le plus oriental. Le seul autre sommet dépassant les 4 000 m d'altitude dans cette région est la Spedla, un sommet secondaire qui se situe au sud du piz Bernina. La Spedla, qui signifie « l'épaule », est le point le plus élevé (4 018 m) du versant italien de cette chaîne, ces deux sommets étant reliés par une arête de 170 m de long nommée Spedlagrat ou arête de la Spedla. Le piz Bernina est aussi le plus haut sommet du bassin du Danube.
Le piz Bernina est relié au sud-ouest à la brèche du piz Scerscen à 3 970 m d'altitude. Au sud-est, il est séparé du Crast' Agüzza (3 870 m) par la Fuorcla Crast' Agüzza (3 583 m). Au nord, le Biancograt commence au piz Alv (3 993 m) puis se finit à la Fuorcla Prievlusa à 3 426 m, la brèche qui le sépare du piz Prievlus (3 609 m) et se situe au nord du piz Morteratsch (3 751 m).
Le piz Bernina est un sommet isolé, situé à 138 km du plus proche sommet dépassant sa hauteur, le Finsteraarhorn. Il s'agit par son isolation du deuxième sommet des Alpes de plus de 4 000 mètres d'altitude, après le mont Blanc,.

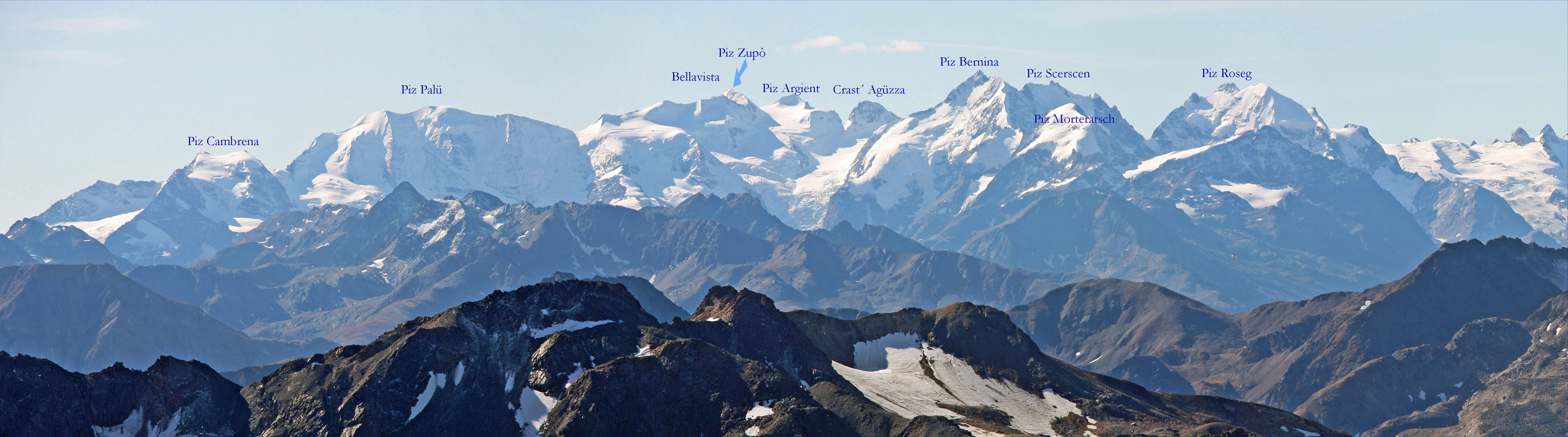
Vue panoramique de la chaîne de la Bernina depuis le Flüela Schwarzhorn.

### Topographie
Le piz Bernina est situé sur un chaînon secondaire (orienté du nord au sud) qui commence à La Spedla et va jusqu'au piz Chalchagn (3 153 ou 3 154 m) en passant par le piz Morteratsch et par le piz Boval (3 352 ou 3 353 m). Le piz Bernina sépare deux glaciers et deux vallées glaciaires : le glacier Tschierva et le val Roseg à l'ouest et le glacier Morteratsch et le val Morteratsch à l'est qui se termine à la rencontre du val Bernina,. Les eaux issues de ces deux glaciers se terminent dans l'Eno.
Le piz Bernina possède trois pics, le médian, entièrement en Suisse, étant le plus élevé. À 170 m au sud, se situe la Spedla (4 018 m) où passe la frontière entre l'Italie et la Suisse. Au nord du pic principal s'élève le piz Alv (3 993 m). Il s'agit du sommet orographique de l'arête du Biancograt (en romanche : Crast' Alva), cette dernière étant considérée comme une des plus pittoresques arêtes glaciaires des Alpes.
Le piz Bernina a une forte proéminence de 2 234 m, ce qui en fait la seizième  d'Europe, la cinquième des Alpes et la deuxième de Suisse après le Finsteraarhorn (2 280 m de proéminence).

### Panorama
Le panorama offert depuis le sommet du piz Bernina est très vaste : au sud-ouest, on voit les sommets du piz Roseg et du piz Scerscen, à l'ouest le piz Corvatsch et plus loin le piz Badile, au nord le piz Alv et le piz Kesch, à l'est le piz Cambrena puis le piz Palü et au sud-est, le piz Argient, le piz Zupo et la Crast' Agüzza. Puis, plus loin, d’innombrables montagnes et vallées s’offrent au regard des alpinistes, on aperçoit le Tyrol, le Haut-Adige, la Suisse centrale et l’Oberland bernois jusqu’au canton du Valais et la Barre des Écrins, le plus méridional des 4 000 mètres. Le topographe Johann Coaz et ses coéquipiers ont décrit le panorama du sommet en écrivant : 

« Des pensées sérieuses se sont emparées de nous. Des yeux avides ont examiné la terre jusqu'à l'horizon éloigné et des milliers et des milliers de pics nous ont entouré, montant comme des piques de la mer scintillante de glace. Nous avons regardé fixement stupéfié et frappé de terreur à travers ce monde de montagne magnifique. »

Vue panoramique annotée depuis le piz Bernina.

### Géologie
La chaîne de la Bernina et le piz Bernina se sont élevés lors de l'orogenèse alpine. À cet endroit deux plaques tectoniques sont en collision : la plaque eurasienne au nord et la plaque adriatique au sud. La chaîne de la Bernina se trouve au nord de la ligne insubrienne, c'est-à-dire qu'elle est du côté eurasien de la ligne de contact entre les deux plaques tectoniques. Cependant la collision de ces plaques est complexe et a formé des nappes. La plaque eurasienne se divise en une croûte supérieure et une croûte inférieure et la plaque adriatique passe entre les deux. Une nappe, telle la chaîne de la Bernina, est un fragment des morceaux de la plaque adriatique que la croute supérieure de la plaque eurasienne a arraché à celle-ci. La chaîne de la Bernina est donc constituée de roches de la plaque adriatique tout en étant sur la plaque eurasienne.
Les roches constituants le massif et le piz Bernina sont des roches de la croûte et du manteau de la plaque adriatique. Le piz Bernina est composé de diorite, de gabbros, de gneiss de syénite. La géologie du Quaternaire est caractérisée par les glaciations du Pléistocène qui ont modelé le relief du bassin du val Roseg. Toutefois, les témoins géologiques sont rares ou pauvres pour le Pléistocène inférieur et moyen en raison de l'intense érosion au cours et entre les glaciations récentes. Le piz Bernina est presque totalement dépourvu de roches primaires comme la majorité des sommets des Alpes orientales.

### Climat
Les conditions météorologiques peuvent changer très rapidement avec la présence de neige et de brouillard. Le vent renforce l'effet de froid par effet de Windchill : la température apparente chute de 10 °C tous les 15 km/h de vent. Le climat est l'un des plus froids et rigoureux de Suisse. La température descend parfois en dessous de -35 degrés en hiver dans les vallées entourant le piz Bernina.
Il peut contribuer à lui seul à l'échec d'une ascension, même par des professionnels, car les voies d'accès du piz Bernina passent souvent sur des arêtes effilées qui deviennent dangereuses si le vent devient violent ou si le brouillard se lève,.
Au sommet du piz Bernina, les vents dominants viennent du nord-ouest et du sud-ouest, ces derniers étant plus chauds.
| Mois                              | jan.  | fév.  | mars  | avril | mai  | juin | jui. | août | sep. | oct. | nov.  | déc.  | année |
| --------------------------------- | ----- | ----- | ----- | ----- | ---- | ---- | ---- | ---- | ---- | ---- | ----- | ----- | ----- |
| Température minimale moyenne (°C) | −14,9 | −15,1 | −14,2 | −11,3 | −7   | −3,8 | −1,2 | −1,1 | −2,8 | −5,5 | −10,9 | −13,7 | −8,5  |
| Température moyenne (°C)          | −12,4 | −12,7 | −11,5 | −8,8  | −4,5 | −1,4 | 1,3  | 1,3  | −0,5 | −3,4 | −8,7  | −11,1 | −6    |
| Température maximale moyenne (°C) | −9,2  | −9,9  | −8,9  | −6,8  | −2,7 | 0,5  | 3,4  | 3,8  | 1,9  | −1   | −5,9  | −8,3  | −3,6  |
| Précipitations (mm)               | 47    | 45    | 57    | 64    | 92   | 99   | 90   | 99   | 83   | 63   | 66    | 45    | 850   |

### Hydrographie

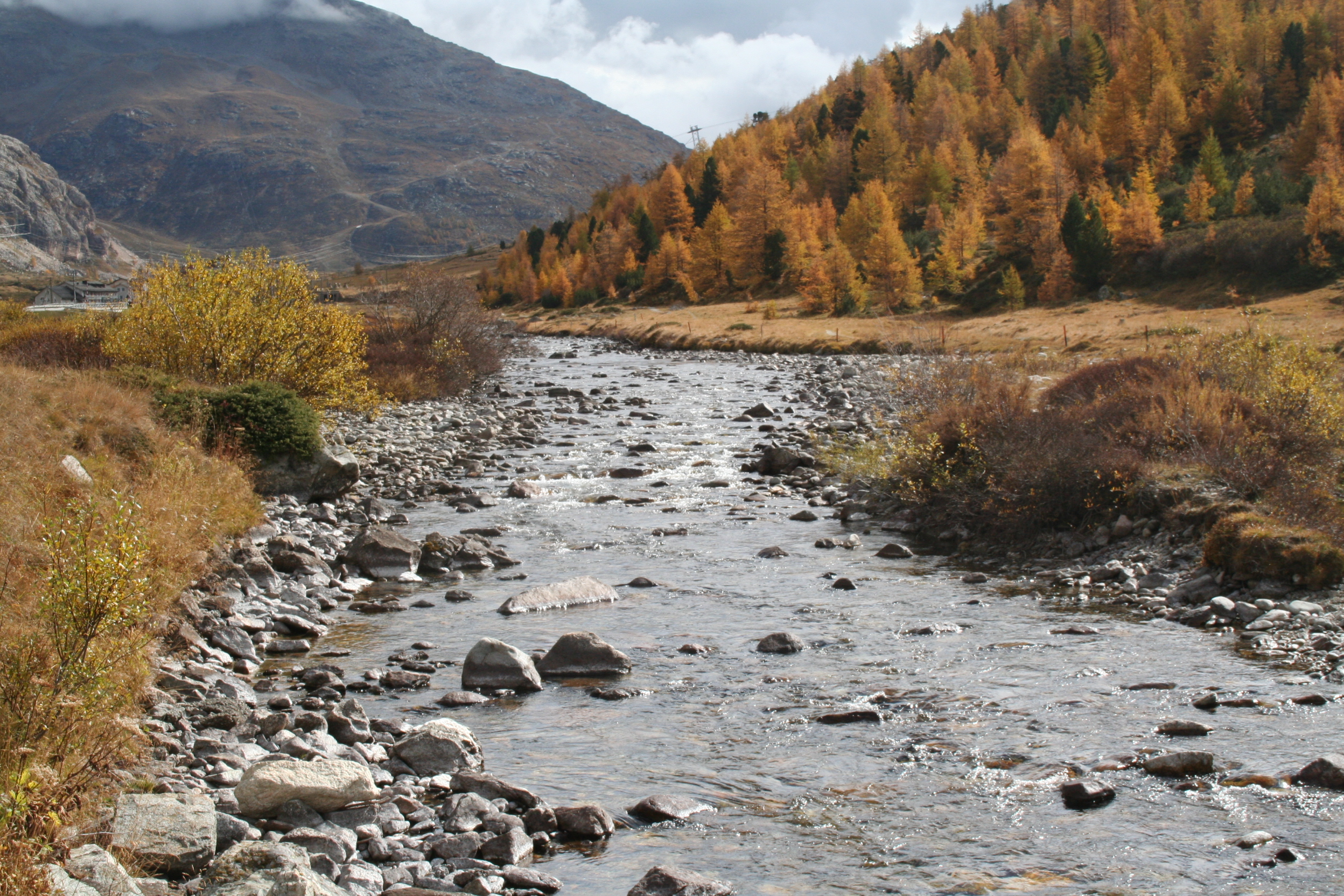
Vue de la Berninabach.

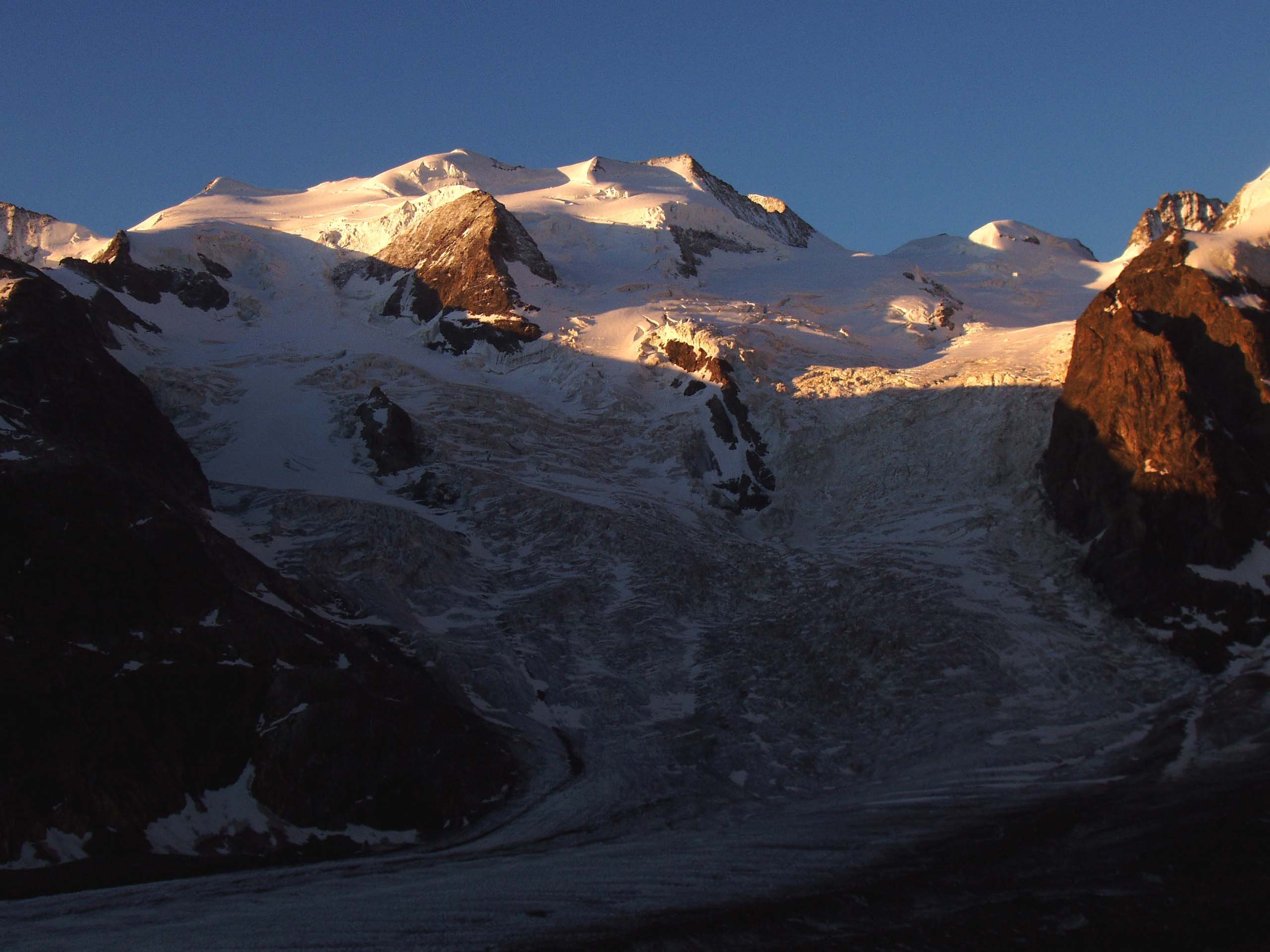
Vue du glacier de Morteratsch.

Le piz Bernina est situé sur la ligne de partage des eaux entre la mer Noire et la mer Adriatique. En effet, il sépare les bassins versants du Danube et de l'Adige. Sur le versant septentrional, dans le bassin du Danube, l'eau coule au nord-ouest par le glacier Tschierva pour rejoindre l'Ova da Roseg. Au nord-est, la fonte des eaux du glacier Morteratsch alimente la Berninabach. Cette rivière coule ensuite en direction du nord-ouest, rejoint l'Ova da Roseg sur sa rive gauche et devient la Flaz qui conflue avec l'Inn à Samedan. L'Inn est un affluent du Danube qu'il rejoint en Autriche. Sur le versant méridional, l'eau alimente le Torrente Malero qui rejoint l'Adige à Sondrio.
Une trentaine de lacs se trouvent au pied du piz Bernina, dont le lago Bianco (littéralement le « lac Blanc »), le plus étendu avec 1 850 m de long. Il est situé à côté du col de la Bernina et en contrebas du glacier Morteratsch.

Le piz Bernina sépare deux glaciers. À l'ouest, le glacier Tschierva dont l'altitude maximale sur les pentes du piz Bernina est de 4 000 m en dessous de la brèche séparant le piz Scerscen du piz Bernina ; à l'est le glacier Morteratsch qui lui se termine sur les pentes du piz Bernina vers 4 010 m d'altitude, 10 m en dessous de l'arête qui relie la Punta Perrucchetti au piz Bernina. Ces deux glaciers couvrent une surface d'environ 22 km2 tout autour du sommet. Celle-ci a nettement diminué au cours du XXe siècle, comme en témoigne par exemple le glacier Morteratsch qui descendait il y a 150 ans jusqu'à la gare de Morteratsch et dont la langue glaciaire se trouve désormais trois kilomètres en amont. Au sud du piz Bernina, le glacier de Scerscen supérieur est relié au glacier de Morteratsch par le col du Crast' Agüzza et par le col du piz Argient ; ce glacier est nettement plus petit que les deux autres glaciers et monte jusqu'à 3 885 m d'altitude. Gottlieb Sigmund Gorner écrit à propos des glaciers de Bernina dans son ouvrage sur les glaciers de Suisse : 

« Il n'y a pas dans toute la Suisse et peut-être sur tout notre continent de glacier aussi énorme et aussi étonnant. »

### Faune et flore
Le versant occidental du piz Bernina abrite, vers le refuge Boval, des forêts de mélèzes, d'arolles et d'épicéas. Parmi les plantes à fleurs, l'espèce dominante est le rhododendron des Alpes mais on peut distinguer d'autres fleurs, telles que la Soldanelle alpine, la Drave alpine, l'androsace et la Silène acaule. Les pentes du versant oriental, recouvertes par le glacier Tschierva et ses moraines, sont quasiment dépourvues de végétation, à l'exception du lichen très présent sur les blocs rocheux des moraines et des versants rocheux du piz Bernina. L'étage subalpin est relativement élevé comparé à d'autres massifs ; en effet, il peut atteindre les 2 600 m par endroits. Par ailleurs, la flore alpine peut se développer jusqu'à 3 300 m, altitude à partir de laquelle les neiges éternelles persistent.
La plus grande partie de la faune se situe entre 2 000 m et 3 350 m ; seules quelques rares espèces s'aventurent au-delà, à l'instar de l'aigle royal. Des vipères, des marmottes, des chamois, des palombes, des éperviers d'Europe, des faucons crécerelles, des tétras lyre, des lagopèdes alpins, des perdrix bartavelles et une vingtaine d'espèces différentes de papillons sont présents sur les pentes de la montagne ainsi que trois espèces endémiques : Ophyiulus et Leptoiulus sarasini de la famille des Julidae et Trechus tenuilimbatus de la famille des Carabidae. En 2009, des spécimens d'une nouvelle espèce de charançon, Otiorhynchus grischunensis, ont été trouvés pas loin du piz Bernina et de son col. Ses plus proches semblables se situent au sud des Apennins, au sud-est de la péninsule balkanique, ainsi qu'en Bulgarie et en Turquie,. Les eaux du Berninabach et des lacs aux alentours du sommet abritent de nombreuses truites. Malgré cette faune abondante, la pêche et la chasse y sont très réglementées et très souvent contrôlées,.

## Histoire
Johann Baptista von Tscharner (1751-1835) fait une présentation du massif en 1789 ; en 468 hexamètres, il « chante » la beauté de la chaîne dans une description sans équivalent dans toute la littérature alpine.

### Première ascension

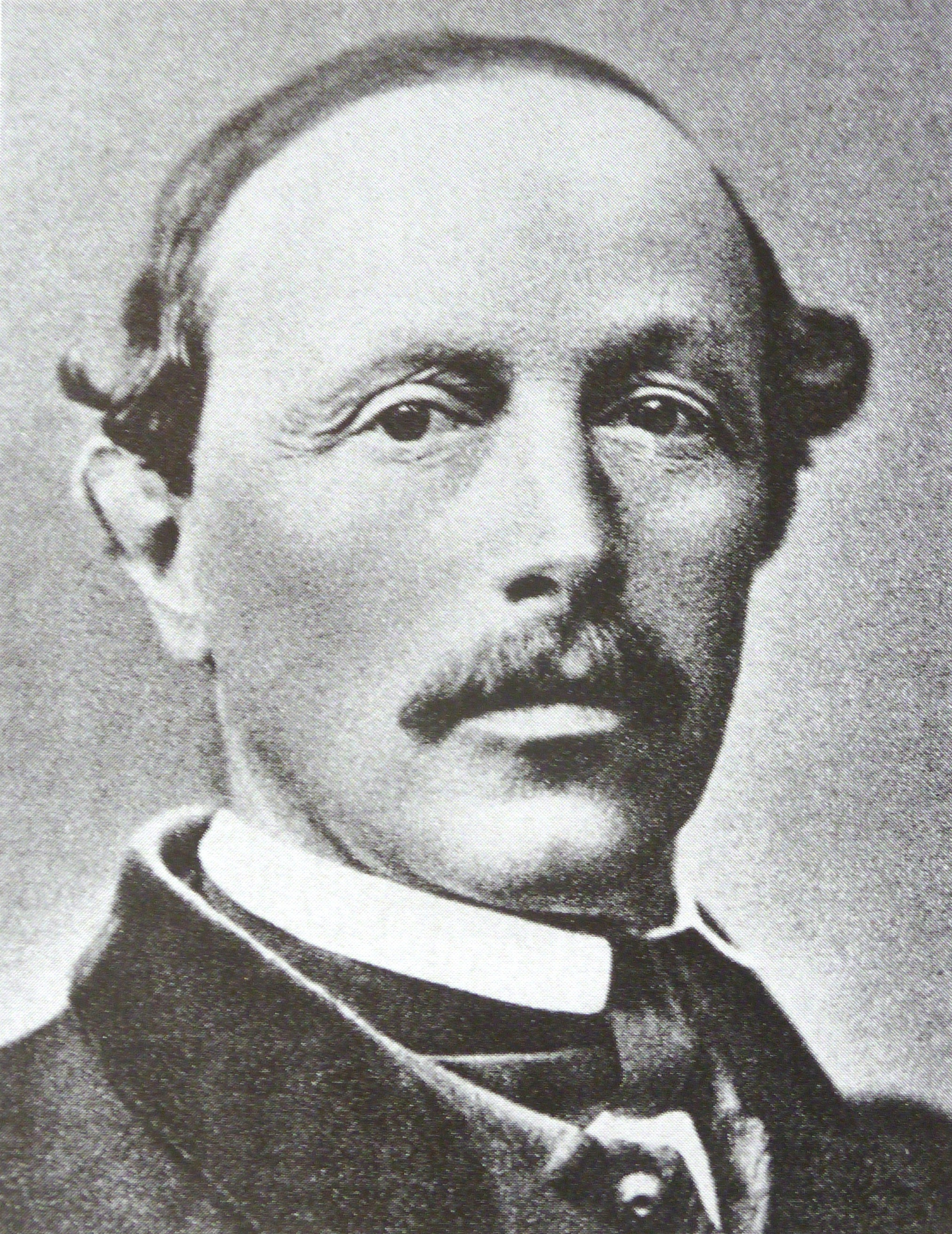
Portrait de Johann Coaz.

La première ascension a été réalisée par l'arête est en 1850 pour les 28 ans du topographe Johann Coaz avec ses guides, les frères Jon et Lorenz Ragut Tscharner. Le 13 septembre 1850, peu après 6 heures du matin, ils quittent l'auberge Bernina (à 2 050 mètres) avec leurs instruments de mesure. Ils traversent le glacier de Morteratsch puis, après avoir traversé le labyrinthe (appelé ainsi à cause du nombre de crevasses présentes), ils prennent l’arête est qui monte jusqu’au sommet. Lorenz Ragut Tscharner manque de chuter mortellement à quelques mètres du sommet mais ses partenaires de cordée réussissent à le sauver in extremis. Ils atteignent le sommet à environ 18 h 00,. Comme il n'y avait pas de refuge sur le piz Bernina à cette époque, Johann Coaz et ses compagnons de cordée ont marché plus de vingt heures de suite.
Le point culminant du canton des Grisons, dont l’altitude est aujourd’hui officiellement de 4 049 m, n’a pas encore de nom, Coaz lui donne celui de piz Bernina.
Johann Coaz écrit dans son journal, qui alimente en 1856 son récit publié dans le rapport annuel de la Société d'histoire naturelle des Grisons :
« À 6 h, nous étions debout sur le pic élevé. Sur le sol qu'aucun humain avait piétiné avant. Sur le point culminant du canton à 4 052 mètres au-dessus du niveau de la mer. »

Peu de temps avant sa mort, Coaz se souvient : 

« Le surlendemain de l’ascension, je me suis rendu au casino de Samedan et j’ai annoncé à mes connaissances que j’étais parvenu au sommet de la Bernina. Je n’ai toutefois récolté que des sourires dubitatifs, car la Bernina passe pour être impossible à gravir. Ce n’est qu’à l’extérieur du village, là où se trouve actuellement l’hôtel Bernina, que je suis parvenu à convaincre ces messieurs en leur montrant, à travers la longue-vue, le drapeau qui flottait au sommet. »

 Cette ascension fait partie des grandes dates de l'alpinisme,,.
Le 3 octobre 1858, deux chasseurs venant de Pontresina réussissent la deuxième ascension du sommet, par la voie de Johann Coaz, accompagné de Gian Saratz. La troisième ascension a lieu en 1861 et la quatrième en 1863.
En 1922, pour le centième anniversaire de Johann Coaz, nommé membre honoraire du Club alpin suisse, la section Bernina installe une plaque commémorative sur un rocher près de la cabane de Boval en l’honneur du premier alpiniste à avoir gravi la Bernina.
En 1926, la cabane Coaz est inaugurée tout au fond du val Roseg.

### Biancograt

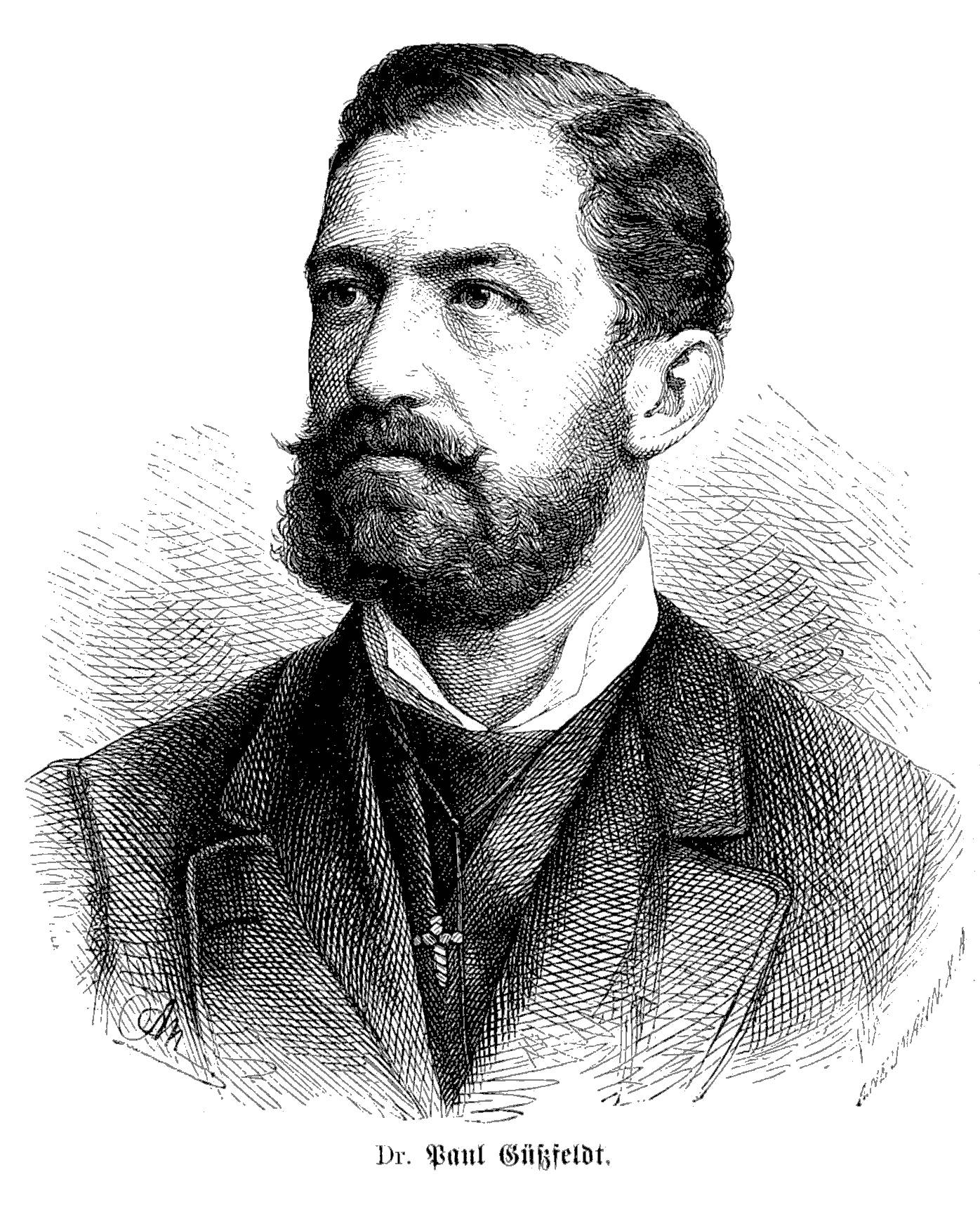
Portrait de Paul Güssfeldt, premier homme à vaincre le piz Bernina par le Biancograt.

La première tentative pour gravir l'arête nord, le Biancograt, a été réalisée le 12 août 1876 par Henri Cordier et Thomas Middlemore avec les guides Johann Jaun et C. Maurer. Ils réussissent à atteindre le sommet de la crête, le piz Bianco, mais voyant le fossé qui les sépare du sommet du piz Bernina au sommet du Bianco, ils estiment que c'est au-delà de leurs forces et font demi-tour. Cordier déclare plus tard que c'était « absolument impossible ».
Deux ans plus tard, presque jour pour jour, Paul Güssfeldt, accompagné par les guides Grass H. et J. Gross, atteignent le sommet par l'intermédiaire du Bianco.
La première hivernale du Biancograt, par Glaner Carl J. Kollmus avec les guides venant de Pontresina Casper et Ulrich Grass, a lieu le 15 mars 1929. Ils partent de la cabane de Tschierva et descendent par la voie normale à ski.
Le 22 juillet 1888, Howard Knox avec Martin Schocher et Cristian Schnitzler établissent une variante de la voie de Biancograt : ils partent de la cabane de Boval pour atteindre l’arête. Cet itinéraire n’est pas plus dur que la voie normale pour cette arête mais beaucoup plus long du fait de l’éloignement du refuge par rapport au piz Bernina.
Pour gagner un pari d'une valeur de 200 CHF, Hermann Buhl atteint le sommet du piz Bernina de la cabane Boval en six heures, puis il redescend du Biancograt, en seulement quinze minutes, établissant un record.

### Face sud
En 1866, l'arête sud est gravie par Francis Fox Tuckett et F. A. Y. Brown avec les guides Christian Almer et Franz Andenmatten. Ils commencent l'ascension à minuit de l'Alpe Foppa, sur le versant italien, et atteignent le sommet à 11 heures, puis ils descendent jusqu'à Pontresina qu'ils atteignent en 4 heures. Cette voie deviendra ensuite la voie normale pour accéder au piz Bernina.
En septembre 1886, B. Waineroright et M. Garwood réussissent l'ascension du piz Bernina depuis le versant italien par le col du Crast' Agüzza et, de là, ils rejoignent le glacier de Morteratsch puis terminent l'ascension sur la voie normale du piz Bernina.
Le 14 septembre 1914, les Italiens Alfredo Corti et Bruno Sala ouvrent une voie cotée D sur un couloir en face sud du col Sersen-Bernina. Elle se termine en rejoignant l’arête de la Spalla (fin de la voie normale). La première hivernale de ce couloir est réalisée le 12 janvier 1970 par Ermanno Guiatti et Aldo Parolo.
Au cours de l’été 1922, un nouvel itinéraire est ouvert sur la face sud du piz Bernina par Alfredo Corti, Cesare Folatti et Augusto Bonola. Elle rejoint la voie normale sur la portion finale.
Le 7 août 1936, Rudolf Honegger et Hans Calonder ouvrent une goulotte en face nord du col Scersen-Bernina cotée D et terminent leur ascension en reprenant l'arête sommitale du piz Bernina,.

### Face ouest

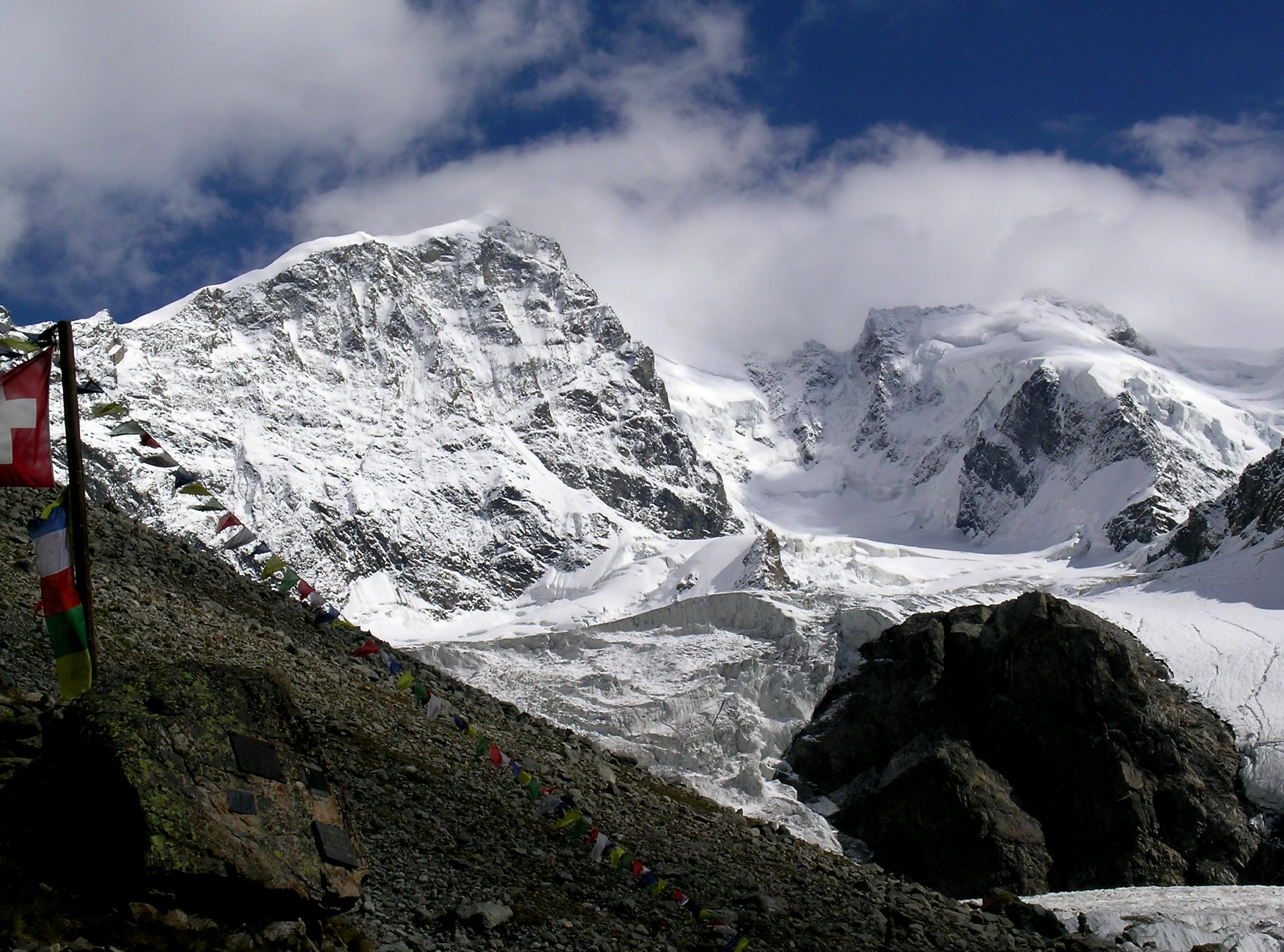
La face ouest du piz Bernina.

Le 26 août 1880, M.B. Wainerwright, Hans Grass et Cristian Grass ouvrent une nouvelle voie sur le sommet : ils escaladent la face ouest qui surplombe le glacier Tschierva et arrivent entre le piz Alv et le piz Bernina où ils finissent l'escalade par l'arête nord du sommet
Le 12 août 1885, l’avocat américain William Williams avec les guides locaux, Martin Schocher et Moritz Arpagaus réalisent une nouvelle voie sur la face ouest du piz Bernina. Elle commence sous les séracs du piz Scerscen, monte jusqu’à la Punta Perrucchetti et continue sur l’arête qui va au piz Bernina.
Le 18 août 1930, Joseph Knubel, Thomas Graham Brown, Alexander Graven et Alfred Zürche ouvrent une nouvelle voie plus directe sur la face ouest du piz Bernina. Elle a un dénivelé de 550 m sur une paroi quasi-verticale,.
Le 9 mars 1969, les Suisses Heiz Bächli, Ruedi Bollier, Ivor et Rolf Ganahl, Hans-Peter Geier, Fredy Graf, Dieter Kienast réalisent la première hivernale de la face ouest.
En 1993, Patrick Gabarrou ouvre une nouvelle voie au piz Bernina sur l'éperon ouest en compagnie de Tobias Heymann. Ils qualifient la voie de « très, très recommandable et magnifique avec un rocher très, très bon ».

### Face nord

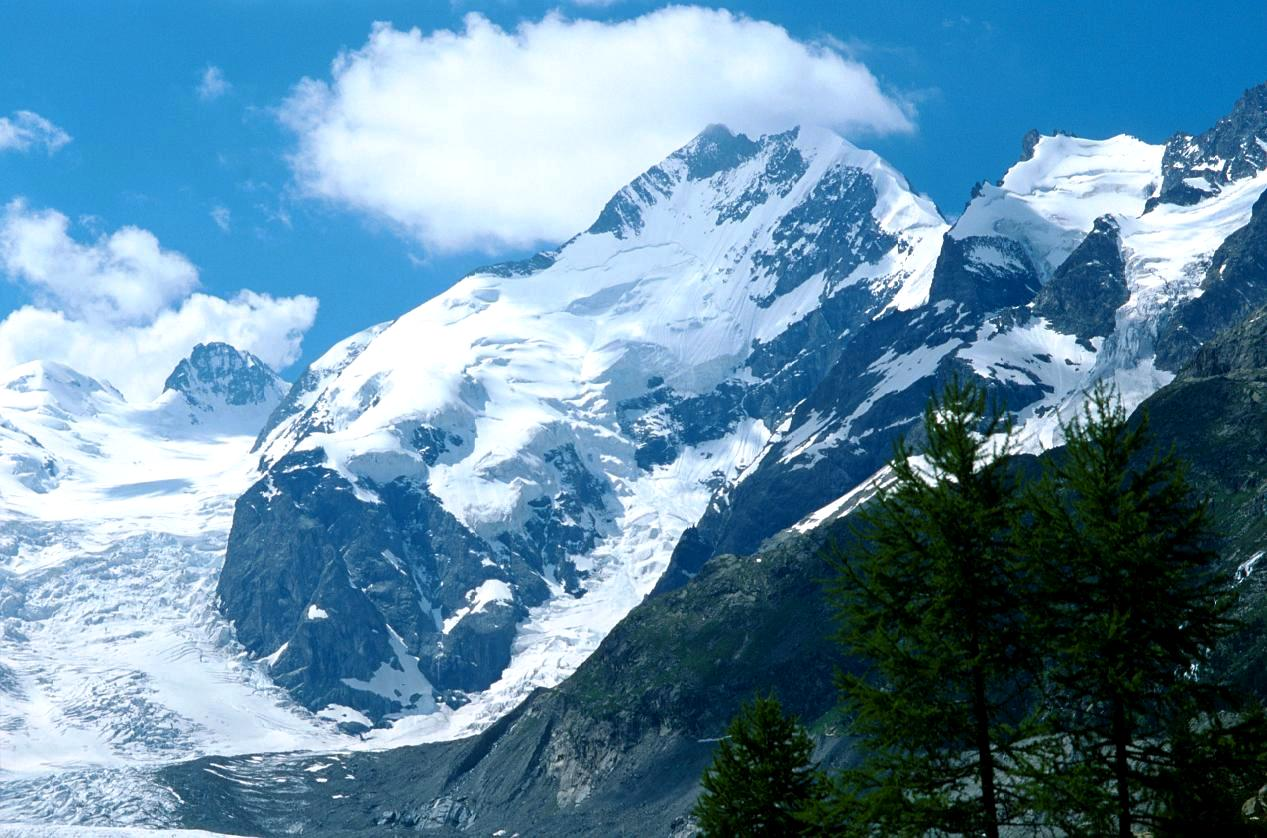
La face nord du piz Bernina.

Le 5 octobre 1879 a lieu la première ascension des 1 300 m de la face nord-est du sommet par le docteur Johann Melchior Ludwig, M. Artz et le guide Hans Grass, une ascension considérée comme très difficile à cette époque.
Le 24 juillet 1911, J. Frohmann, Christian Zippert, Niklaus Kohler et Casper Grass font une nouvelle voie sur la face nord du piz Bernina passant par le Sass dal Poss (3 266 m) puis sortant directement au sommet.
Le 27 juillet 1931, les Munichois Karl Schneider et Franz Singer ouvrent un nouvel itinéraire coté D sur la face nord du piz Bernina, celle-ci passant plus à droite du Sass dal Poss puis traçant directement jusqu'au sommet principal,.
Durant l'été 1936, les guides suisses Josy Cadisch, Max Robbi et Albert Scheuing ouvrent une nouvelle voie sur la face nord du piz Alv mais à ce jour il y a très peu d'informations sur cette ascension et l'itinéraire exact n'est pas connu.
En août 1940, Rudolf Honegger ouvre une nouvelle voie sur la face nord du piz Bernina en solo intégral.
Début mars 1964, la première hivernale de la face nord du piz Bernina est réalisée par les guides de Pontresina Paul Nigg, Otmar Wenk, et Salvatore Zala. Deux bivouacs sur la paroi puis, à la fin, une nuit aux refuges Marco et Rosa sont nécessaires pour réaliser cette ascension.
Le 29 juillet 1969, sur la face nord du piz Alv, un nouvel itinéraire, coté D, a été ouvert par K. Schneider et F. Singer. Il a fallu deux jours pour que ces deux alpinistes le finissent.

### Ski
En 1904, le Ski Club Bernina est créé. Il organise de nombreuses sorties à ski dans le massif de la Bernina.
Le 28 décembre 1905, F. Otto avec Martin Schocher, qui font partie du Ski Club Bernina, réalisent la première à ski. Ils montent jusqu'au col du Crast' Agüzza (3 583 m) à ski, puis atteignent le sommet après avoir déchaussé. La descente s'effectue à ski après l'arête de la Spelda pour rejoindre ensuite Pontresina.
En 1973, Heini Holzer monte au piz Bernina à pied puis effectue la descente à ski sur le Biancograt. Quatorze ans plus tard, le 4 juillet 1987, Wolfang Muxel et Leo Plank réalisent la première descente en snowboard.
En 1988, Giancarlo Zenati descend à ski le couloir de la face sud du piz Bernina. Le couloir commence au niveau du col du Scerscen et finit 340 m plus bas avec une inclinaison constante de 50°.

### Autres exploits
Durant l'été 1869 a lieu la première ascension féminine du piz Bernina par Lucy Walker, accompagnée par le guide Melchior Anderegg.
Le 3 février 1880 a lieu la première ascension hivernale du piz Bernina par Cecil Watson, le guide Cristian Grass et Valentin Kessler.
En 1932, W. Amstutz et W. Risch réalisent la traversée successive des arêtes du piz Roseg, du piz Scerscen, de la punta Perrucchetti, du piz Bernina, et enfin du piz Alv avant d'entamer la périlleuse descente du Biancograt.
Le 18 juillet 1890, le Londonien Ludwig Norman-Neruda et le guide le plus réputé d’Engadine, Christian Klucker, ouvrent une nouvelle voie sur la face est du piz Bernina (la Norman-Neruda). La voie fait 600 m de haut et a été réalisée en cinq heures et demie. Elle commence au-dessus du glacier Morteratsch prend le couloir Klucker et finit près du sommet.
À l'été 2004, deux alpinistes allemands ont survécu quatre longues nuits dans un bivouac au sommet du piz Bernina et dans une crevasse sur le glacier Morteratsch, pour être ensuite secourus par la Rega et le Club alpin suisse.

## Activités

### Tourisme

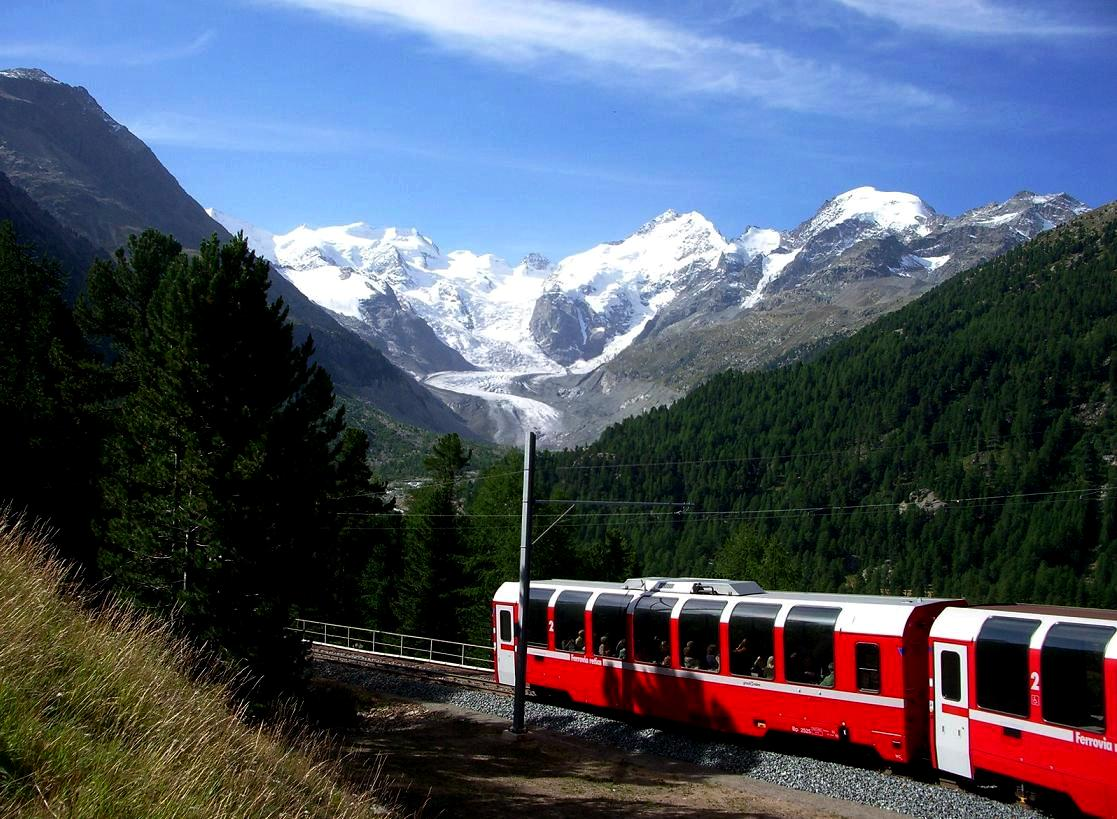
Le Bernina Express avec les sommets de la Bernina.

Le piz Bernina est le plus haut sommet de la région de l'Engadine et se trouve près de la station de ski de Saint-Moritz. Le train Bernina Express relie Saint-Moritz au val Poschiavo et passe par le col de la Bernina. Il donne une vue panoramique du sommet et de la chaîne de la Bernina dans son ensemble.
Grâce à la construction du téléphérique de Divolezza en 1956, le tourisme s'est accru et des randonnées se sont ouvertes sur les glaciers et les sommets environnants, surtout vers le piz Palü et le piz Bernina. La descente des glaciers de Morteratsch et de Pers est une classique de la région depuis la présence du téléphérique. Il s'agit d'une descente non-technique, ne nécessitant pas l'usage des crampons, et permettant de découvrir les sommets de la Bernina ; elle dure quatre heures et franchit douze kilomètres de glaciers et de moraines. Cette randonnée part de Diavolezza, descend jusqu'au glacier Pers en passant par la moraine de ce dernier, puis se poursuit jusqu'au rocher de l'Isla Pers qui permet de rejoindre le glacier Morteratsch, au pied du piz Bernina. Cette voie passe ensuite la langue du glacier qui, par un itinéraire balisé et très fréquenté, rejoint la gare de Morteratsch. Cette randonnée alpine peut être faite en hiver, à ski. La piste est longue de 11 km, non-dammée mais balisée ; elle est très fréquentée.
De courtes randonnées permettent d'observer de très près le piz Bernina, principalement du côté du glacier Morteratsch. Au refuge Boval, la vue sur le sommet est grandiose. Ce refuge est situé à deux heures de la gare de Morteratsch et le sentier n'est pas difficile mais très fréquenté. De la gare, il y a aussi un chemin de près de deux kilomètres qui mène en une demi-heure environ au pied du glacier Morteratsch ; il donne également une jolie vue et est aussi fréquenté. De Diavolezza, il y a une courte randonnée facile qui mène à 3 066 m sur le Sass Queder avec un panorama de 360° sur toute l'Engadine et particulièrement sur le massif de Bernina.
Une course de deux à trois jours permet de faire le tour du piz Bernina ; elle passe en Italie et en Engadine pour permettre au randonneur de voir le sommet sous tous ses angles.

### Alpinisme

#### Voie normale

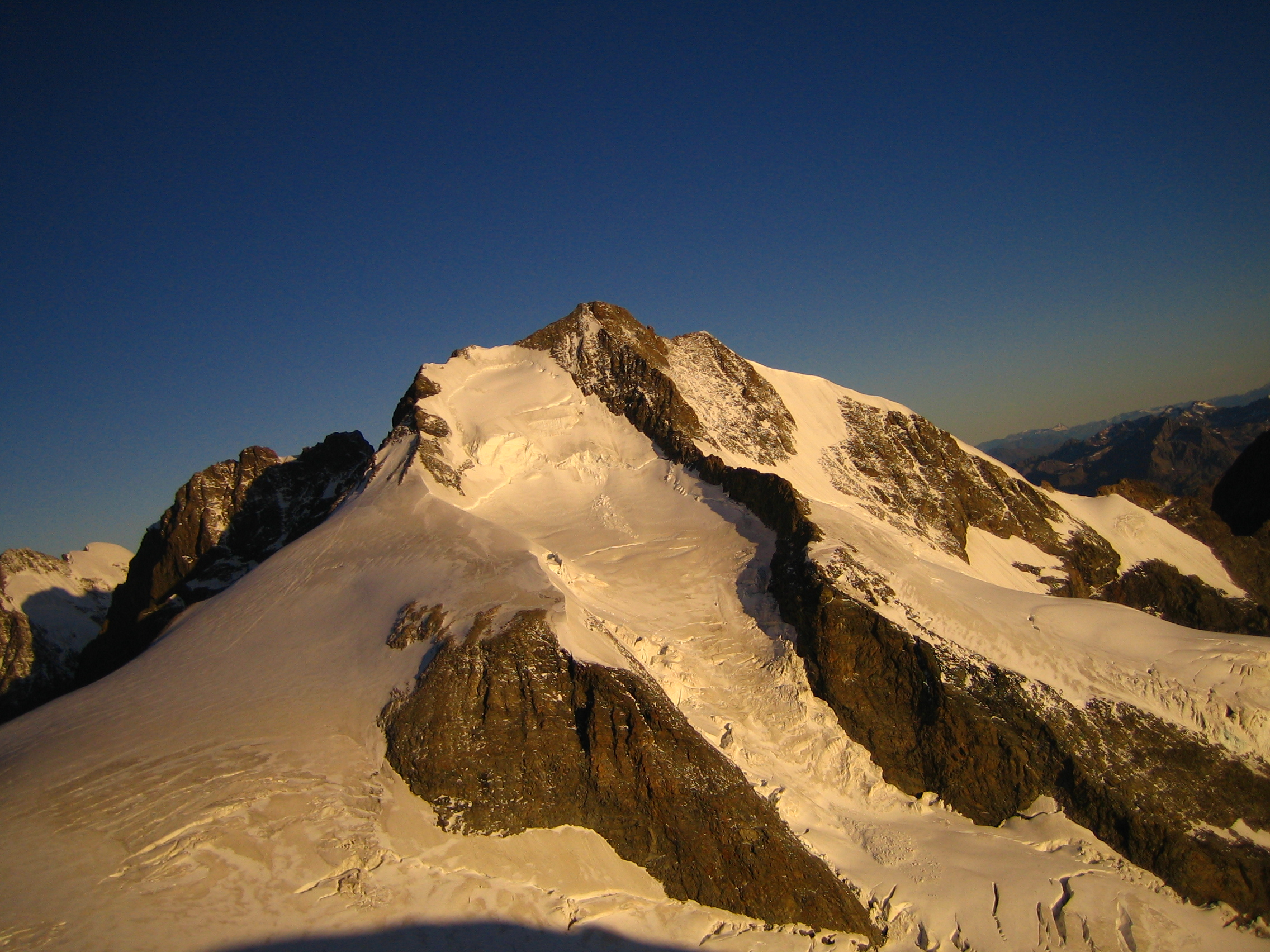
Vue du versant occidental du piz Bernina depuis la Bellavista Terrasse et, un peu à gauche, le piz Scerscen. La voie normale passe par l'arête sud, sur sa gauche.

La voie normale passe par les refuges Marco et Rosa, situés à 3 600 m d'altitude, au-dessus de la Fuorcla Crast' Agüzza, puis par la Spelda (4 018 m), et suit l'arête sud avec une escalade en II/III à 3 950 m. Cet itinéraire est considéré peu difficile plus avec des pentes maximum de 45°. Au printemps, il peut se faire à ski mais ils sont déchaussés, habituellement, au premier pas d'escalade.
Les refuges Marco et Rosa s'atteignent depuis le refuge Carate Brianza (2 636 m) ou bien le refuge Marinelli Bombardieri (2 813 m). Depuis ces deux refuges l'itinéraire suit une via ferrata, refaite en 2004, et qui monte jusqu'à la Fuorcla Crast' Agüzza. On peut encore partir du refuge Diavolezza, en passant par l'arête de Fortezzagrat (III), le glacier Pers et la terrasse de Bellavista (3 800 à 3 900 m), ces itinéraires rejoignent à la fin la voie normale.
Le piz Bernina peut aussi être fait par la traversée des piz Palü puis en passant par la terrasse de Bellavista, et en dormant aux refuges Marco et Rosa.

#### Biancograt

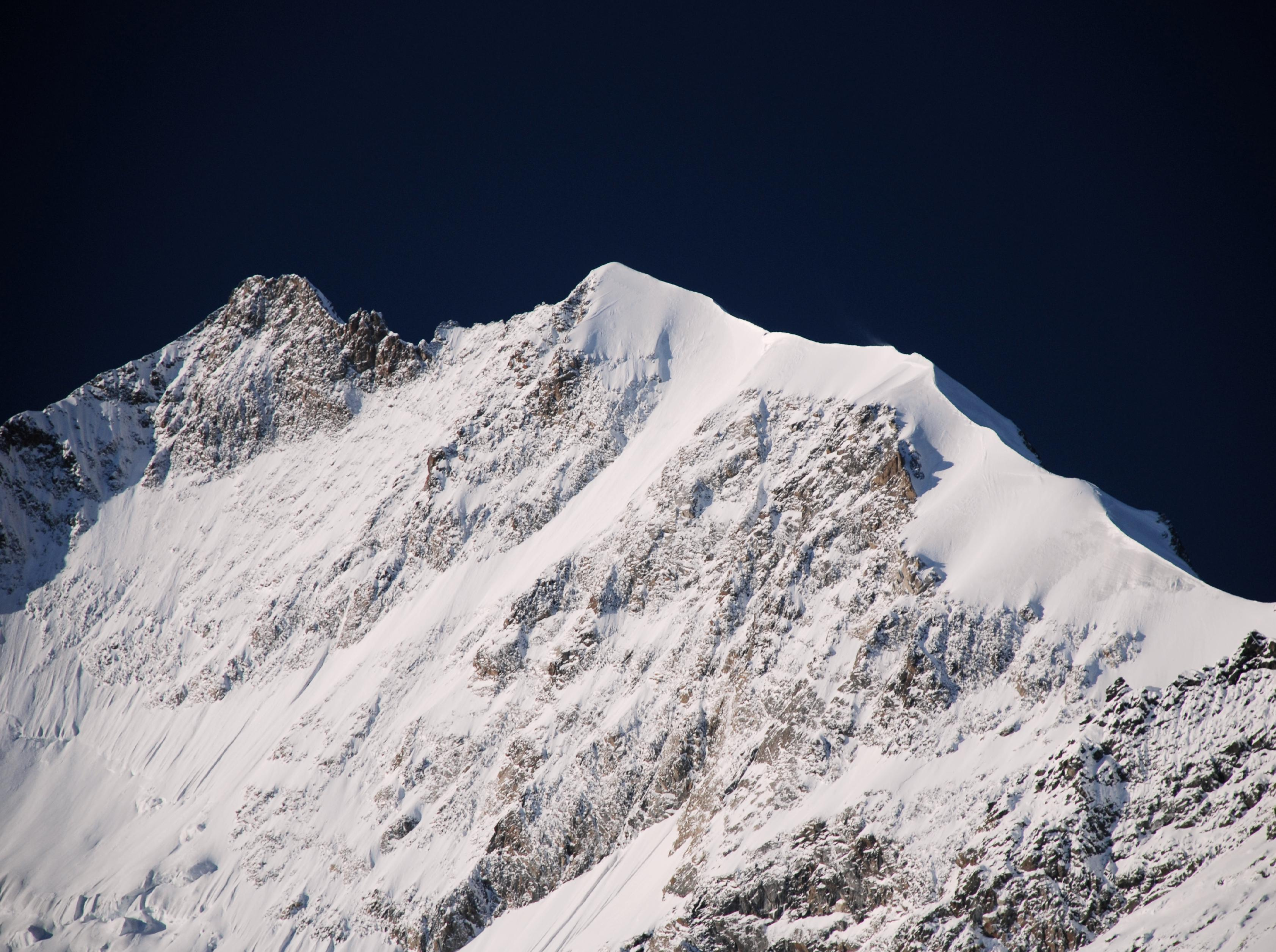
Vue du Biancograt avec le piz Bernina à gauche.

L'arête nord, appelée le Biancograt ou Crast Alva (les deux signifiant « arête blanche »), est la voie la plus célèbre pour atteindre le piz Bernina ; cette voie, considérée comme assez difficile avec des pentes de 50°, est surnommée l'échelle du ciel et est plus difficile que la voie normale. L'itinéraire débute à la cabane de Tschierva (2 583 m) dans le val Roseg, qui est accessible à partir de Pontresina. Puis le chemin continue jusqu'à la Fuorcla Prievlusa (3 426 m), puis sur une arête rocheuse, et enfin sur la Biancograt proprement dite qui aboutit au piz Alv/pizzo Bianco (3 993 m). Pour atteindre le sommet, la brèche qui sépare le piz Bernina du pizzo Bianco (qui repoussa Cordier, Middlemore, Jaun et Maurer en 1876) doit être escaladée (III+). Ensuite elle redescend en passant par la Punta Perrucchetti puis un rappel de 50 mètres et enfin la voie descend jusqu'aux refuges Marco et Rosa d'où deux itinéraires sont possibles. Le premier, le plus emprunté, descend tout le long du glacier Morteratsch jusqu'à la gare de Morterasch ou vers Diavolezza pour redescendre en téléphérique. Le deuxième redescend jusqu'au refuge Marinelli Bombardieri. Cette voie peut être réalisée par la cabane de Boval. Cette course est considérée comme une des plus belles des Alpes. L'ascension de l'arête prend environ deux heures de la Fuorcla Prievlusa au piz Alv/pizzo Bianco. L'itinéraire depuis la cabane de Tschierva jusqu'aux refuges Marco et Rosa dure une dizaine d'heures environ :
- cabane de Tschierva - piz Alv/pizzo Bianco : 5-7 h ;
- piz Alv/pizzo Bianco - piz Bernina : 1 h ;
- piz Bernina - refuges Marco et Rosa : 1-2 h.

Sachant que le sentier partant de Pontresina et arrivant à la cabane de Tschierva se fait en 3 h 30.

#### Refuges
- Refuge Carate Brianza (2 662 m) – 30 lits[72]

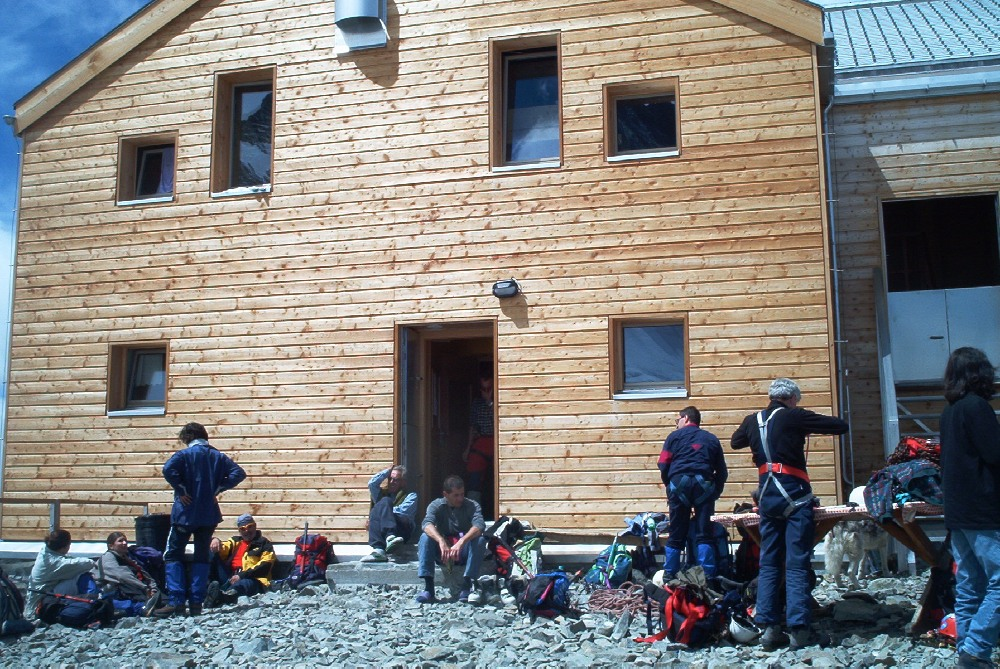
Les refuges Marco et Rosa, les plus hauts de la chaîne de la Bernina.

- Refuge Marinelli Bombardieri (2 813 m) – 210 lits[12]
- Cabane de Boval (2 495 m) – 100 lits[12]
- Refuge Diavolezza (2 973 m) – 234 lits[12]
- Refuges Marco et Rosa (3 597 m) - 86 lits[12]
- Cabane de Tschierva (2 583 m) - 100 lits[12]

### Protection environnementale
Le piz Bernina fait partie d'un district franc fédéral. Un tel district, au nombre de 41 en Suisse, a pour but « la protection et la conservation des mammifères et oiseaux sauvages rares et menacés ainsi que la protection et la conservation de leurs biotopes ». Le district franc fédéral concernant le piz Bernina est intitulé « Bernina-Albris » et s'étend vers du nord au sud entre la vallée de l'Ova da Roseg et le glacier Morteratsch.

## Culture populaire

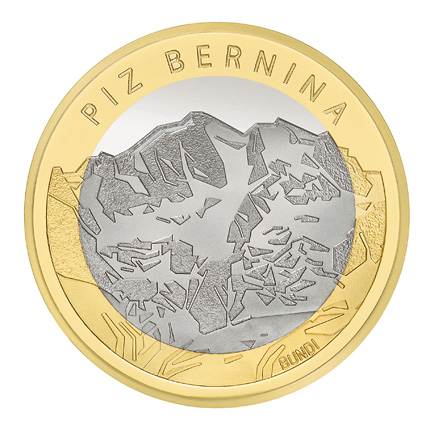
Pièce commémorative du piz Bernina.

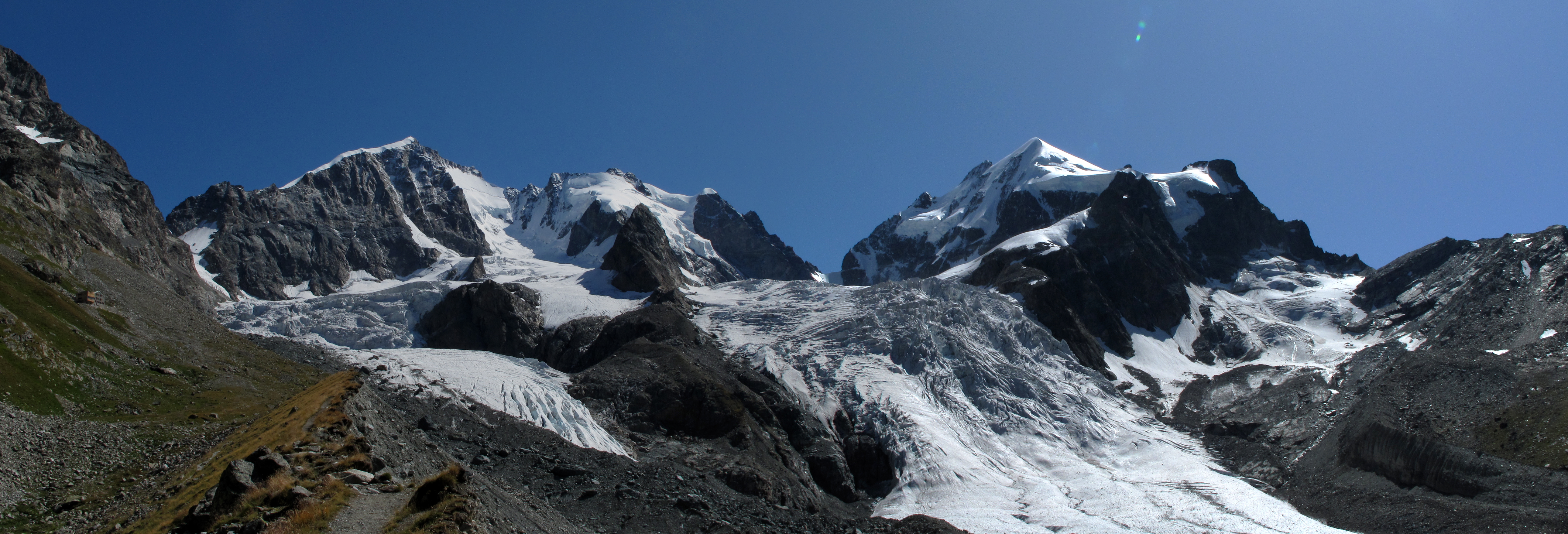
Le piz Bernina, le piz Scerscen et le piz Roseg.

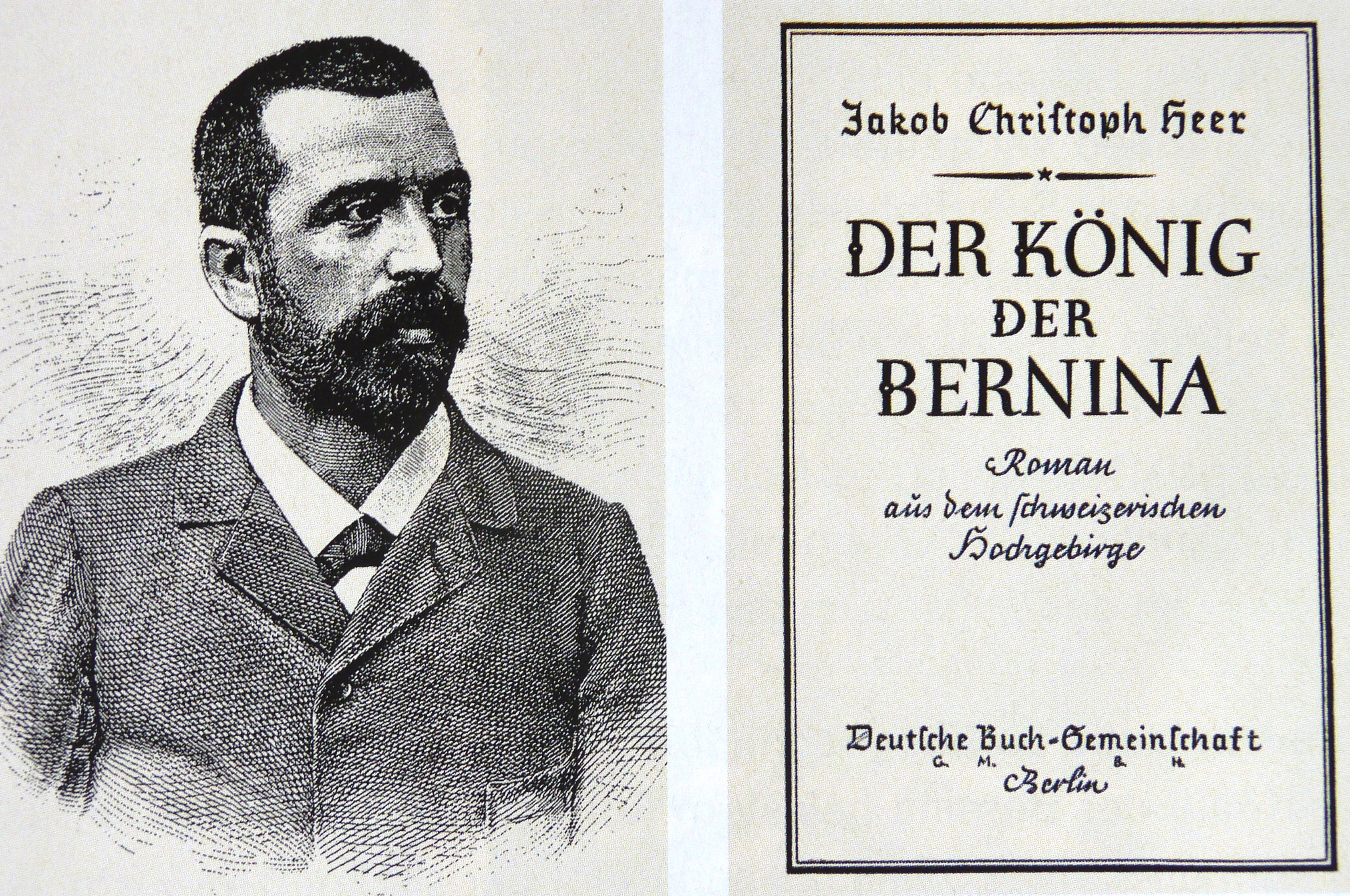
Jakob Christoph Heer, auteur du livre Der König der Bernina.

Comme il s'agit de l'unique sommet des Alpes orientales dépassant les 4 000 mètres d'altitude, la légende dit, pour cette raison, que l'on peut apercevoir depuis son sommet la pointe du dôme de Milan.
Le piz Bernina, le piz Roseg et le piz Scerscen sont souvent comparés, dans les Grisons, aux trois géants de l'Oberland bernois : l'Eiger, le Mönch et la Jungfrau.
Une pièce bimétallique de 10 francs a été créée où figure du côté face, vue depuis le val Roseg, la face orientale du piz Bernina avec, un peu plus à gauche, le piz Scerscen.
Le Suisse Jakob Christoph Heer (de) publia en 1897 un roman sur la haute montagne, Der König der Bernina, traduit en français sous le titre Le roi de la Bernina en 1908, et adapté au cinéma en 1929 par Ernst Lubitsch (Eternal Love en français L'abîme) et en 1957 par Alfred Lehner (Der König der Bernina, en français Le Roi de la Bernina).
Un film a été tourné en 1928 ; il raconte une ascension hivernale du piz Bernina et constitue le premier film de montagne réalisé en Engadine. Il a été montré à Saint-Moritz. Mit 160 mann auf piz Bernina (littéralement, « Avec 160 hommes au piz Bernina ») a été tourné à son tour en 1940 et raconte un assaut militaire organisé par Charles Golay ; le film était partiellement en couleur et était commenté par Charles Golay lui-même.

### La marque Bernina

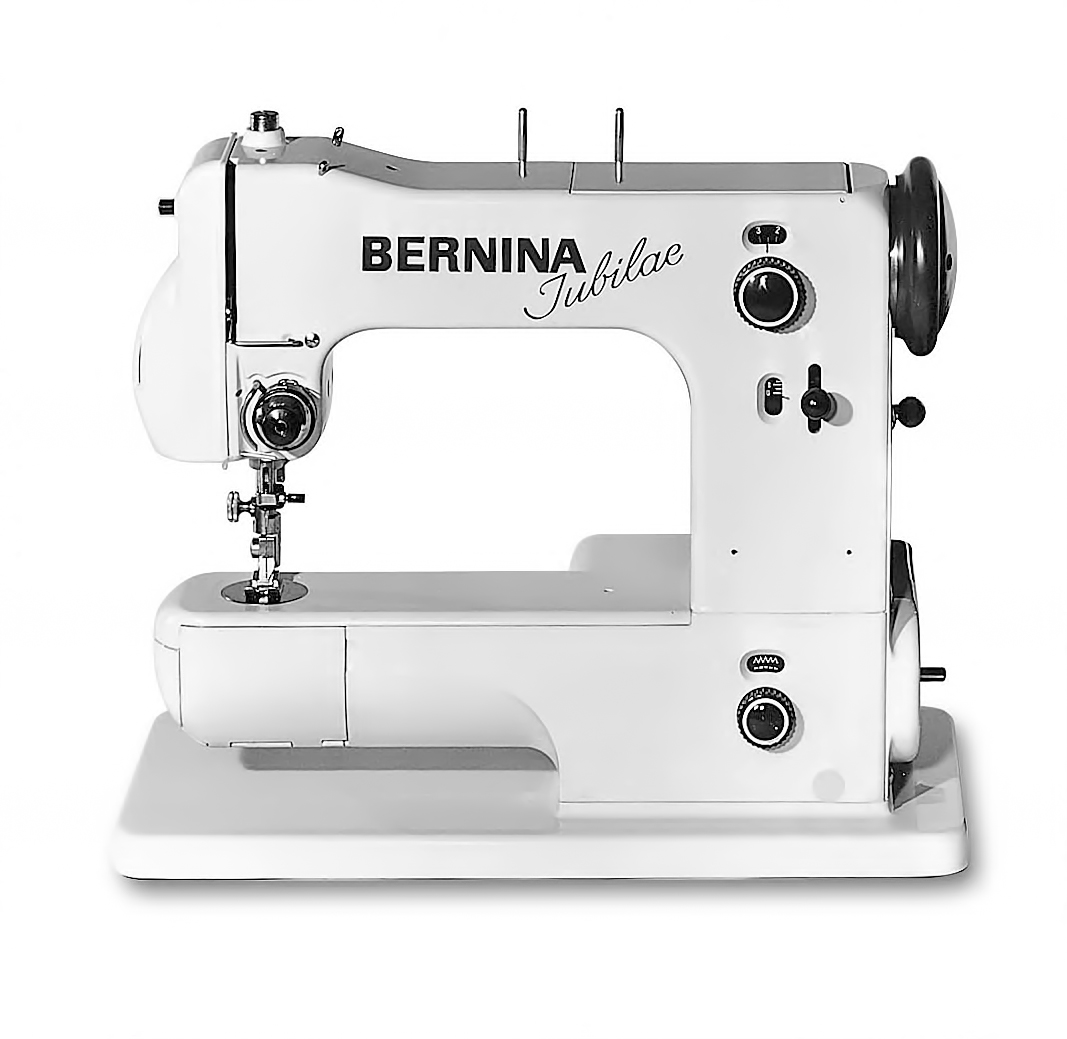
Machine à coudre Bernina 125.

La machine à coudre Bernina, inventée par Karl Friedrich Gegauf, apparaît en 1931 et est commercialisée par Fritz Gegauf dès 1932. Elle connaît un grand succès grâce au modèle Bernina Portable 125 qui se vend à 30 000 exemplaires.
Le Geneni Bernina est une liqueur à base de génépi, une plante venant du massif de la Bernina. Elle est commercialisée en 1949 par Ottavio Nana en Valteline. Elle est servie dans une bouteille en verre de 700 millilitres et avec un taux d'alcool de 35°.

### Sources et bibliographie
: document utilisé comme source pour la rédaction de cet article.
- (en) Cet article est partiellement ou en totalité issu de l’article de Wikipédia en anglais intitulé « Piz Bernina » (voir la liste des auteurs).
- (fr) Martin Bundi, « Piz Bernina » dans le Dictionnaire historique de la Suisse en ligne.
- (fr + de) Jakob Christoph Heer, Der König der Bernina, 1897
- (de) W. Flaig, Bernina - Festsaal der Alpen, 1962
- (de) P. Donatsch, Menschen am Piz Bernina, 1990
- (de) D. Anker, Piz Bernina: König der Ostalpen, 1999
- (fr) Helmut Dumler et Willi P. Burkhardt, Les 4000 des Alpes, 1993 [détail de l’édition]
- (fr) Stéphane Maire, Sommets des Alpes suisses, éditions Glénat, coll. « Montagne randonnée », 2008  (ISBN 978-2-7234-5606-7)
- Karl Baedeker, La Suisse et les parties limitrophes de l'Italie, de la Savoie et du Tyrol : Manuel du voyageur, Coblence, Karl Baedeker éditions, coll. « Americana », 1867, 7e éd., 421 p. (OCLC 13879643, lire en ligne)
- (fr) Markus Lutz, Dictionnaire géographique et statistique de la Suisse, Volume 1
- (fr) Toni Labhart et Danielle Decrouez, Géologie de la Suisse, 2002
- (fr) Edouard Desorde, L'orographie des Alpes dans ses rapports avec la géologie
- (en) James V. Ward, U. Uehlinger, Ecology of a Glacial Flood Plain, Kluwer Academic, Dordrecht, Pays-Bas  (ISBN 1-4020-1792-8)
- (fr) Adolphe Laurent Joanne, Itinéraire descriptif et historique de la Suisse
- (fr) Bibliothèque universelle et revue suisse, Volume 14
- (fr) Dictionnaire géographique de la Suisse
- (fr) Charles Schaub, Eusèbe-Henri-Alban Gaullieur, La Suisse pittoresque
- (fr) Karl Baedeke, La Suisse, les lacs italiens, Milan, Turin, Gênes et Nice : manuel du voyageur
- (it) Nemo Canetta Giuseppe Miotti, Guida dei Monti d'Italia: Bernina, Club alpin italien  (ISBN 88-365-0820-0)